# EF ruka
EF ruka je heliks-zavoj-heliks strukturni domen prisutan u velikom broju familija proteina koji vezuju kalcijum. Motiv EF ruke sadrži heliks-zavoj-heliks topologiju, slično raširenom palcu i kažiprstu ljudske ruke, u kome su Ca2+ joni koordinirani sa ligandima unutar petlje. On se sastoji od dva alfa heliksa pozicionirana otprilike normalno jedan na drugi i povezana kratkom petljom (često 12 aminokiselina dugom) koja obično vezuje jone kalcijuma. Ime ovog motifa potiče iz tradicionalne nomenklature koja se koristi za opisivanje proteina parvalbumina, koji sadrži tri takva motiva, i koji verovatno učestvuje u relaksaciji mišića putem svog vezivanja kalcijuma. Motivi EF ruke se takođe javljaju u svakom strukturnom domenu signalnog proteina kalmodulina i u mišićnom proteinu troponin-C.

### Primeri
Ljudski proteini koji sadrže ovaj domena su:
- ACTN1; ACTN2; ACTN3; ACTN4; APBA2BP; AYTL1; AYTL2
- C14orf143; CABP1; CABP2; CABP3; CABP4; CABP5; CABP7; CALB1; CALB2; CALM2; CALM3; CALML3; CALML4; CALML5; CALML6; CALN1; CALU; CAPN1; CAPN11; CAPN2; CAPN3; CAPN9; CAPNS1; CAPNS2; CAPS; CAPS2; CAPSL; CBARA1; CETN1; CETN2; CETN3; CHP; CHP2; CIB1; CIB2; CIB3; CIB4; CRNN
- DGKA; DGKB; DGKG; DST; DUOX1; DUOX2
- EFCAB1; EFCAB2; EFCAB4A; EFCAB4B; EFCAB6; EFCBP1; EFCBP2; EFHA1; EFHA2; EFHB; EFHC1; EFHD1; EFHD2; EPS15; EPS15L1
- FKBP10; FKBP14; FKBP7; FKBP9; FKBP9L; FREQ; FSTL1; FSTL5
- GCA; GPD2; GUCA1A; GUCA1B; GUCA1C
- hipokalcin; HPCAL1; HPCAL4; HZGJ
- IFPS; ITSN1; ITSN2; KCNIP1; KCNIP2; KCNIP3; KCNIP4; KIAA1799
- LCP1
- MACF1; MRLC2; MRLC3; MST133; MYL1; MYL2; MYL5; MYL6B; MYL7; MYL9; MYLC2PL; MYLPF
- NCALD; NIN; NKD1; NKD2; NLP; NOX5; NUCB1; NUCB2
- OCM
- PDCD6; PEF1; PKD2; PLCD1; PLCD4; PLCH1; PLCH2; PLS1; PLS3; PP1187; PPEF1; PPEF2; PPP3R1; PPP3R2; PRKCSH; PVALB
- RAB11FIP3; RASEF; RASGRP; RASGRP1; RASGRP2; RASGRP3; RCN1; RCN2; RCN3; RCV1; RCVRN; REPS1; RHBDL3; RHOT1; RHOT2; RPTN; RYR2; RYR3
- S100A1; S100A11; S100A12; S100A6; S100A8; S100A9; S100B; S100G; S100Z; SCAMC-2; SCGN; SCN5A; SDF4; SLC25A12; SLC25A13; SLC25A23; SLC25A24; SLC25A25; SPATA21; SPTA1; SPTAN1; SRI
- TBC1D9; TBC1D9B; TCHH; TESC; TNNC1; TNNC2
- USP32
- VSNL1
- ZZEF1

## Literatura
- Branden C, Tooze J (1999). „Chapter 2: Motifs of protein structure”. Introduction to Protein Structure. New York: Garland Pub. стр. 24–25. ISBN 978-0-8153-2305-1.
- Nakayama S, Kretsinger RH (1994). „Evolution of the EF-hand family of proteins”. Annu Rev Biophys Biomol Struct. 23: 473—507. PMID 7919790. doi:10.1146/annurev.bb.23.060194.002353.
- Zhou Y, Yang W, Kirberger M, Lee HW, Ayalasomayajula G, Yang JJ (2006). „Prediction of EF-hand calcium-binding proteins and analysis of bacterial EF-hand proteins”. Proteins. 65 (3): 643—55. PMID 16981205. doi:10.1002/prot.21139.
- Zhou Y, Frey TK, Yang JJ (2009). „Viral calciomics: interplays between Ca2+ and virus”. Cell Calcium. 46 (1): 1—17. PMID 19535138. doi:10.1016/j.ceca.2009.05.005.
- Nakayama S, Moncrief ND, Kretsinger RH (1992). „Evolution of EF-hand calcium-modulated proteins. II. Domains of several subfamilies have diverse evolutionary histories”. J. Mol. Evol. 34 (5): 416—48. PMID 1602495. doi:10.1007/BF00162998.
- Hogue CW, MacManus JP, Banville D, Szabo AG (1992). „Comparison of terbium (III) luminescence enhancement in mutants of EF hand calcium binding proteins”. J. Biol. Chem. 267 (19): 13340—7. PMID 1618836.
- Bairoch A, Cox JA (1990). „EF-hand motifs in inositol phospholipid-specific phospholipase C”. FEBS Lett. 269 (2): 454—6. PMID 2401372. doi:10.1016/0014-5793(90)81214-9.
- Finn BE, Forsén S (1995). „The evolving model of calmodulin structure, function and activation”. Structure. 3 (1): 7—11. PMID 7743133. doi:10.1016/S0969-2126(01)00130-7.
- Stathopulos PB, Zheng L, Li GY, Plevin MJ, Ikura M (2008). „Structural and mechanistic insights into STIM1-mediated initiation of store-operated calcium entry”. Cell. 135 (1): 110—22. PMID 18854159. doi:10.1016/j.cell.2008.08.006.
- Nelson MR, Thulin E, Fagan PA, Forsén S, Chazin WJ (2002). „The EF-hand domain: a globally cooperative structural unit”. Protein Sci. 11 (2): 198—205. PMC 2373453 . PMID 11790829. doi:10.1110/ps.33302.

## Spoljašnje veze
- Nelson M, Chazin W. „EF-Hand Calcium-Binding Proteins Data Library”. Vanderbilt University. Архивирано из оригинала 25. 08. 2009. г. Приступљено 29. 8. 2009.
- Haiech J. „EF-hand protein database (EF-handome)”. European Calcium Society and the Université Libre de Bruxelles. Архивирано из оригинала 09. 08. 2009. г. Приступљено 29. 8. 2009. „upon request to haiech@pharma.u-strasbg.fr”
- Yang J. „Calciomics”. Georgia State University. Приступљено 29. 8. 2009. „prediction server for EF-hand calcium binding proteins”